# Два волшебника
«Два волшебника» (англ. The Twa Magicians; Child 44, Roud 1350) — народная баллада. Вероятно, имеет французское происхождение. Известна в единственном варианте, появившемся в печати в начале XIX века в сборниках Питера Бьюкена и Уильяма Мазеруэлла, откуда и попала в собрание Фрэнсиса Джеймса Чайлда.
На русский язык балладу перевёл Николай Михайлович Голь.

## Сюжет
Кузнец советует леди надеть красное платье, поскольку он намеревается лишить её невинности. Она клянётся, что не уступит свою честь кузнецу даже за сундук золота и скорее уж ляжет в могилу; он в свою очередь клянётся, что добьётся своего. Далее следует погоня с превращениями: в попытке ускользнуть она превращается в голубку, он — в голубя, затем следуют подобные пары из угря и рыбы, утки и селезня, зайца и гончей, кобылы и седла на её спине, корабля и гвоздя в корме. Наконец она превращается в шёлковый плед на кровати, а он — в зелёное покрывало и добивается своего.
Тогда как известен всего один англоязычный вариант баллады, подобный сюжет широко распространён во Франции и Южной Европе. Есть валлийский эквивалент истории, повествующий о становлении легендарного барда Талиесина. Чайлд предполагает, что подобный тип баллад произошёл от одного из двух сказочных сюжетов по классификации Аарне-Томпсона: тип 313 описывает преследуемых врагом юношу и девушку, спасающихся благодаря череде трансформаций; к типу 325 относятся истории о волшебнике и его ученике, который с помощью подобных превращений старается превзойти или победить учителя. Впрочем, корни историй о превращениях с целью завладеть девушкой уходят в античность, где можно вспомнить многочисленные истории о Зевсе или эпизод из «Метаморфоз» Овидия, когда отец Ахиллеса Пелей встречает в пещере Тетис и пытается совокупиться с ней: она попеременно превращается в птицу, дерево и тигра, но Пелей достигает успеха, дождавшись, пока та заснёт.